# Hermann von Pfaff

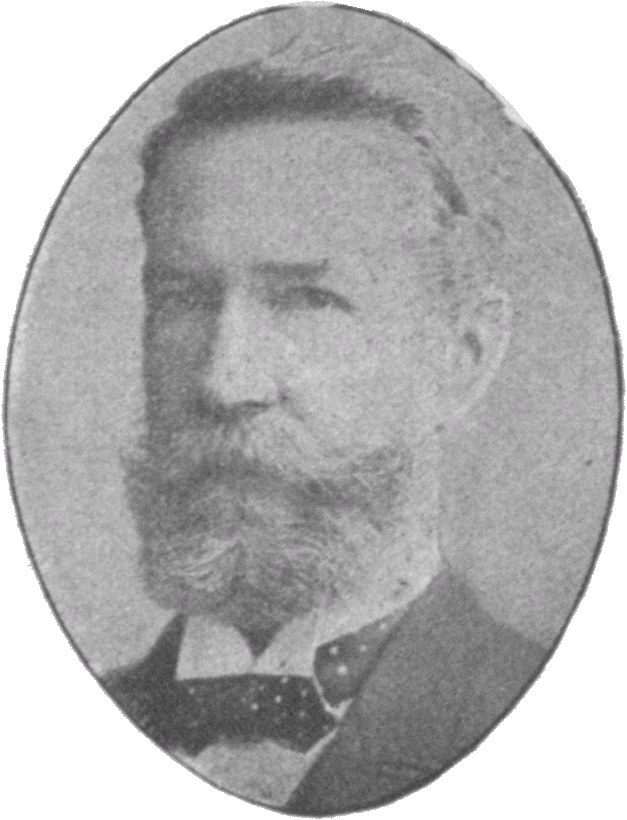
Hermann Ritter von Pfaff (1904)

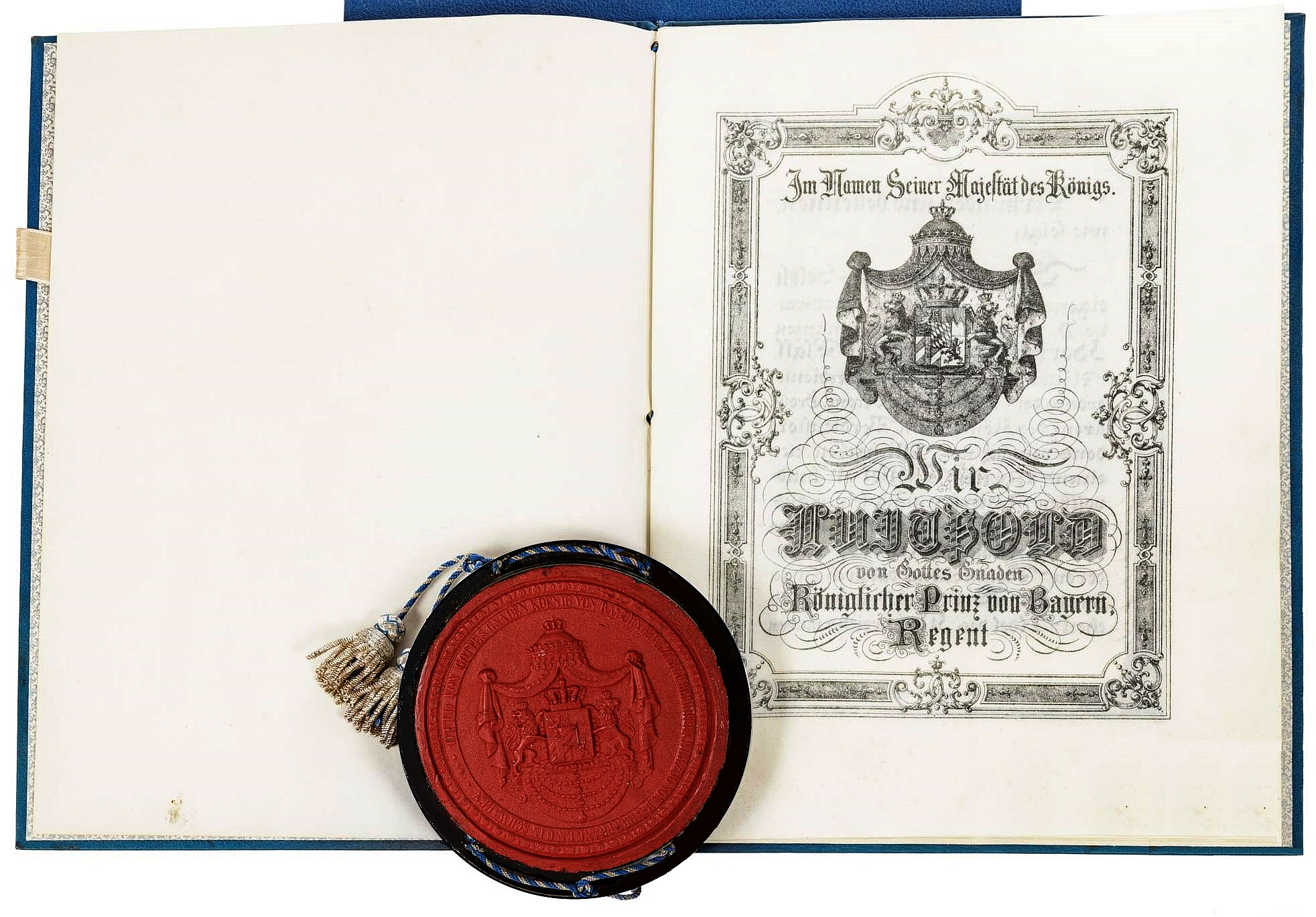
Diplom über die Verleihung des erblichen bayerischen Adels (1908)

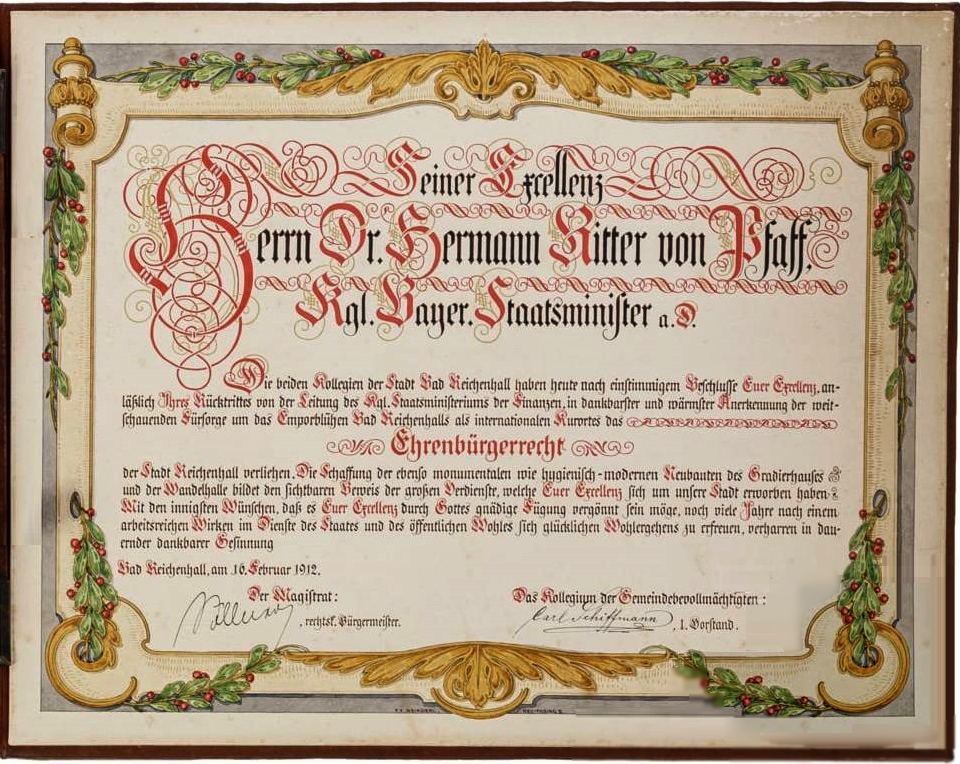
Ehrenbürgerurkunde der Stadt Bad Reichenhall für Hermann von Pfaff (1912)

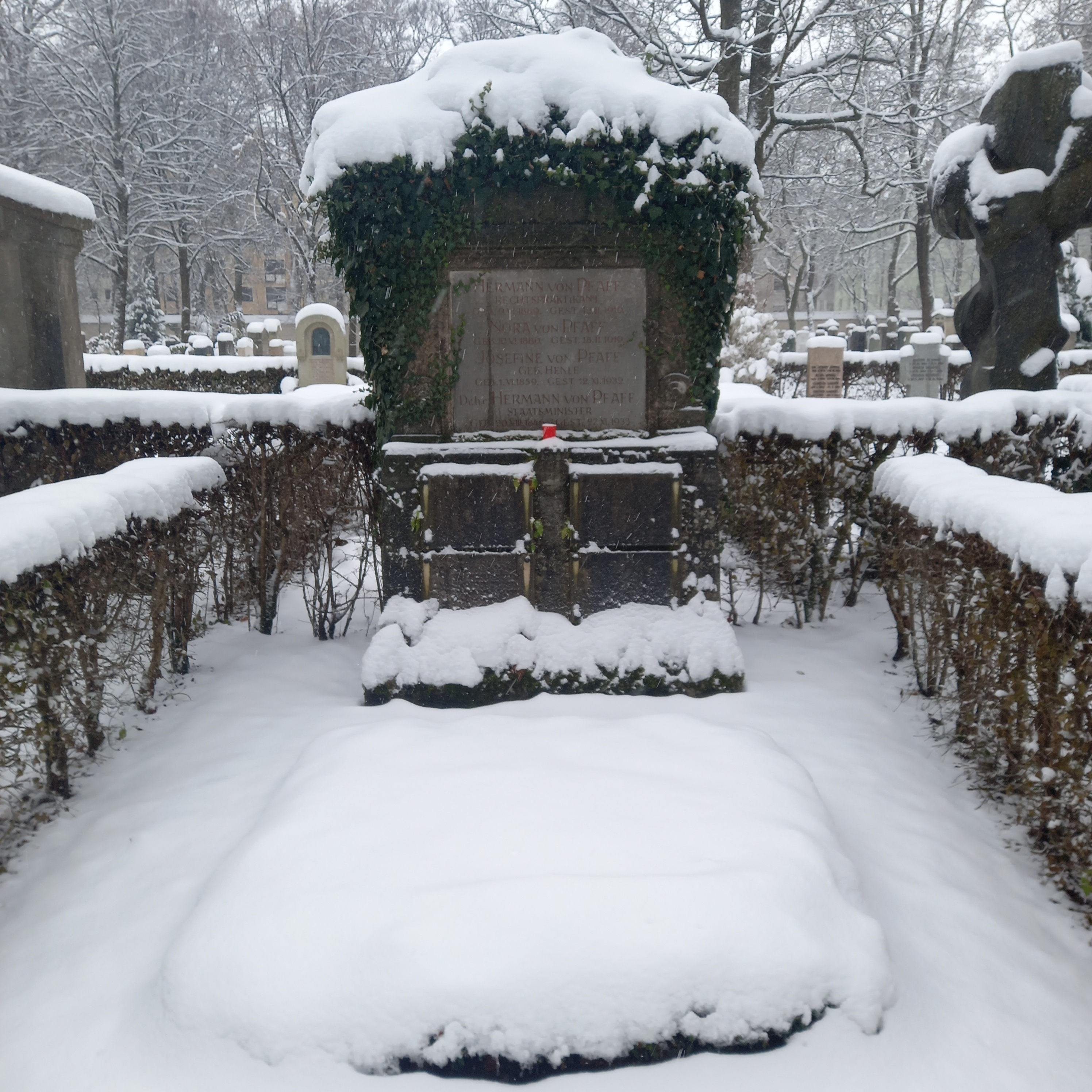
Das Grab von Hermann von Pfaff und seiner Ehefrau Josefine geborene Henle im Familiengrab auf dem Ostfriedhof (München)

Hermann Pfaff, ab 1896 Ritter von Pfaff (* 20. August 1846 in Nürnberg; † 27. November 1933 in München), war ein bayerischer Jurist und Ministerialbeamter, zuletzt bayerischer Staatsminister der Finanzen.

## Herkunft
Seine Eltern waren der Gymnasiallehrer Siegfried Pfaff und dessen Ehefrau Julia, geborene Nees von Esenbeck (1819–1887), eine Tochter des Naturphilosophen Christian Gottfried Daniel Nees von Esenbeck.

## Leben
Pfaff besuchte das Gymnasium in Schweinfurt und studierte anschließend in Erlangen und Leipzig Rechtswissenschaften. Während seines Studiums wurde er 1863 Mitglied der Burschenschaft der Bubenreuther. 1870 bestand er die 2. Staatsprüfung, im selben Jahr und im Folgejahr war er Teilnehmer am Deutsch-Französischen Krieg. Anschließend sammelte er Berufspraxis bei Rechtsanwälten und trat 1876 in das bayerische Staatsministerium der Justiz ein. 1888 wurde er Oberrechnungsrat, 1890 Oberregierungsrat. Von 1892 bis 1898 war er auch als Kronanwalt tätig.
1896 verlieh Prinzregent Luitpold von Bayern ihm das Ritterkreuz des Verdienstordens der Bayerischen Krone. Mit der Verleihung war die Erhebung in den persönlichen Adelsstand verbunden und er durfte sich nach der Eintragung in die Adelsmatrikel „Ritter von Pfaff“ nennen. 1908 wurde ihm der erbliche bayerische Adel verliehen, 1910 erhielt er das Großkreuz des Verdienstordens der Bayerischen Krone.
Von 1906 bis 1916 war er Kurator Ottos von Bayern. Auf dem Höhepunkt seiner Karriere in der bayerischen Ministerialbürokratie wurde er am 3. November 1904 bayerischer Staatsminister der Finanzen. Dieses Amt hatte er bis 11. Februar 1912 inne und trat anschließend in den Ruhestand. Er war auch Bevollmächtigter zum Bundesrat in Berlin.

## Ehrungen
- Preußischer Roter Adlerorden I. Klasse
- Haus-Ritter-Orden vom Heiligen Hubertus, Kapitular
- Österreichischen Ordens der Eisernen Krone II. Klasse
- Ehrendoktor (Dr. iur. h. c.)
- Er ist Ehrenbürger der Stadt Bad Reichenhall.